# Dwight McNeil
Dwight James Matthew McNeil, född 22 november 1999, är en engelsk fotbollsspelare som spelar för Everton.

## Karriär
I april 2018 skrev McNeil på ett tvåårskontrakt med option på ytterligare ett år med Burnley. Den 13 maj 2018 gjorde McNeil sin Premier League-debut i en 2–1-förlust mot Bournemouth, där han blev inbytt på övertid mot Aaron Lennon. Den 21 januari 2019 skrev han på ett nytt 4,5-årskontrakt med option på ytterligare ett år.
Den 28 juli 2022 värvades McNeil av Everton, där han skrev på ett femårskontrakt.